# Grand Prix Brazílie 2001
XXX Grande Prêmio Marlboro do Brasil
- 1. duben 2001
- Okruh Interlagos
- 71 kol x 4,309 km = 305,939 km
- 666. Grand Prix
- 10. vítězství Davida Coultharda
- 131. vítězství pro McLaren

## Výsledky

### Pořadí v cíli
| Pozice | Jezdec                | Vůz            | Čas           |
| ------ | --------------------- | -------------- | ------------- |
| 1      | David Coulthard       | McLaren MP4/16 | 1:39:00.834   |
| 2      | Michael Schumacher    | Ferrari F2001  | á 0:16:164    |
| 3      | Nick Heidfeld         | Sauber C20     | á 1 kolo      |
| 4      | Olivier Panis         | BAR 003        | á 1 kolo      |
| 5      | Jarno Trulli          | Jordan EJ11    | á 1 kolo      |
| 6      | Giancarlo Fisichella  | Benetton B201  | á 1 kolo      |
| 7      | Jacques Villeneuve    | BAR 003        | á 1 kolo      |
| 8      | Jean Alesi            | Prost AP04     | á 1 kolo      |
| 9      | Tarso Marques         | Minardi PS01   | á 3 kola      |
| 10     | Jenson Button         | Benetton B201  | á 7 kol       |
| 11     | Heinz-Harald Frentzen | Jordan EJ11    | Elektronika   |
| Kolo   | Odstoupili            | -              | -             |
| 55     | Kimi Räikkönen        | Sauber C20     | Mimo trať     |
| 54     | Gaston Mazzacane      | Prost AP04     | Spojka        |
| 54     | Ralf Schumacher       | Williams FW23  | Mimo trať     |
| 52     | Eddie Irvine          | Jaguar R2      | Mimo trať     |
| 38     | Juan Pablo Montoya    | Williams FW23  | Kolize        |
| 37     | Jos Verstappen        | Arrows A22     | Kolize        |
| 30     | Luciano Burti         | Jaguar R2      | Motor         |
| 25     | Fernando Alonso       | Minardi PS01   | Plynový pedál |
| 15     | Enrique Bernoldi      | Arrows A22     | Hydraulika    |
| 2      | Rubens Barrichello    | Ferrari F2001  | Kolize        |
| 0      | Mika Häkkinen         | McLaren MP4/16 | Motor         |

### Nejrychlejší kolo
- Ralf Schumacher Williams 1'15693 – 204,938 km/h

### Vedení v závodě
- 1-2 kolo Michael Schumacher
- 3 - 38 kolo Juan Pablo Montoya
- 39-47 kolo David Coulthard
- 48-49 kolo Michael Schumacher
- 50-71 kolo David Coulthard

### Postavení na startu
| 1. řada  | 1                                   | 2                                      |
|          | Michael Schumacher Ferrari 1'13.780 | Ralf Schumacher Williams 1'14.090      |
| 2. řada  | 3                                   | 4                                      |
|          | Mika Häkkinen McLaren 1'14.122      | Juan Pablo Montoya Williams 1'14.165   |
| 3. řada  | 5                                   | 6                                      |
|          | David Coulthard McLaren 1'14.178    | Rubens Barrichello Ferrari 1'14.191    |
| 4. řada  | 7                                   | 8                                      |
|          | Jarno Trulli Jordan 1'14.630        | Heinz Harald Frentzen Jordan 1'14.633  |
| 5. řada  | 9                                   | 10                                     |
|          | Nick Heidfeld Prost 1'14.810        | Kimi Räikkönen Sauber 1'14.924         |
| 6. řada  | 11                                  | 12                                     |
|          | Olivier Panis BAR 1'15.046          | Jacques Villeneuve BAR 1'15.182        |
| 7. řada  | 13                                  | 14                                     |
|          | Eddie Irvine Jaguar 1'15.192        | Luciano Burti Jaguar 1'15.657          |
| 8. řada  | 15                                  | 16                                     |
|          | Jean Alesi Prost 1'15.437           | Enrique Bernoldi Arrows 1'15.657       |
| 9. řada  | 17                                  | 18                                     |
|          | Jos Verstappen Arrows 1'15.704      | Giancarlo Fisichella Benetton 1'16.175 |
| 10. řada | 19                                  | 20                                     |
|          | Fernando Alonso Minardi 1'16.184    | Jenson Button Williams 1'16.229        |
| 11. řada | 21                                  | 22                                     |
|          | Gaston Mazzacane Prost 1'16.520     | Tarso Marques Minardi 1'16.784         |
| -------- | ----------------------------------- | -------------------------------------- |

- 107 % = 1'18"944

### Zajímavosti
- Vůz se startovním číslem 4 zvítězil v 25 GP
- 20 GP pro Gastona Mazzacaneho
- 20 GP pro Jensona Buttona
- 20 GP pro Nicka Heidfelda

| Pole position      | Vítězství          | Nejrychlejší kolo |
| Německo            | Spojené království | Německo           |
| Michael Schumacher | David Coulthard    | Ralf Schumacher   |
| Ferrari F2001      | McLaren MP4/16     | Williams FW23     |
| 1'13.780           | 1:39'00.834        | 1'15.693          |
| 210.252 km/h       | 185.392 km/h       | 204.938 km/h      |
| ------------------ | ------------------ | ----------------- |

### Stav MS
- Zelená - vzestup
- Červená - pokles

| *  | Jezdec                | Body |
| -- | --------------------- | ---- |
| 1  | Michael Schumacher    | 26   |
| 2  | David Coulthard       | 20   |
| 3  | Rubens Barrichello    | 10   |
| 4  | Nick Heidfeld         | 7    |
| 5  | Heinz Harald Frentzen | 5    |
| 6  | Olivier Panis         | 3    |
| 7  | Ralf Schumacher       | 2    |
| 8  | Jarno Trulli          | 2    |
| 9  | Mika Häkkinen         | 1    |
| 10 | Kimi Räikkönen        | 1    |
| 11 | Giancarlo Fisichella  | 1    |

| * | Vozy     | Body |
| - | -------- | ---- |
| 1 | Ferrari  | 36   |
| 2 | McLaren  | 21   |
| 3 | Sauber   | 8    |
| 4 | Jordan   | 7    |
| 5 | BAR      | 3    |
| 6 | Williams | 2    |
| 7 | Benetton | 1    |

| * | Jezdec         | Body |
| - | -------------- | ---- |
| 1 | Německo        | 40   |
| 2 | Velká Británie | 20   |
| 3 | Brazílie       | 10   |
| 4 | Francie        | 3    |
| 5 | Itálie         | 3    |
| 6 | Finsko         | 2    |